# Synagogue de Kazan
La synagogue de Kazan est située rue Profsoyouznaïa, 15, à Kazan, dans la république du Tatarstan, en fédération de Russie. Elle a été construite en 1915. Dans les années 1920, elle a été confisquée par les autorités soviétiques et n'a été rendue à la communauté juive locale qu'en 1996. Durant la période soviétique, le portrait de Lénine avait été incorporé dans les murs. Avant sa restauration, elle se trouvait dans un état fort dégradé.
En septembre 2015, la rénovation intérieure et extérieure de la synagogue a été achevée grâce en partie au financement du gouvernement du Tatarstan.
La façade de l'édifice est réalisée dans un style néo-russe. Une nouvelle mezouzah a été apposée sur celle-ci.
Une hanoukkia est placée devant le bâtiment.

## Galerie

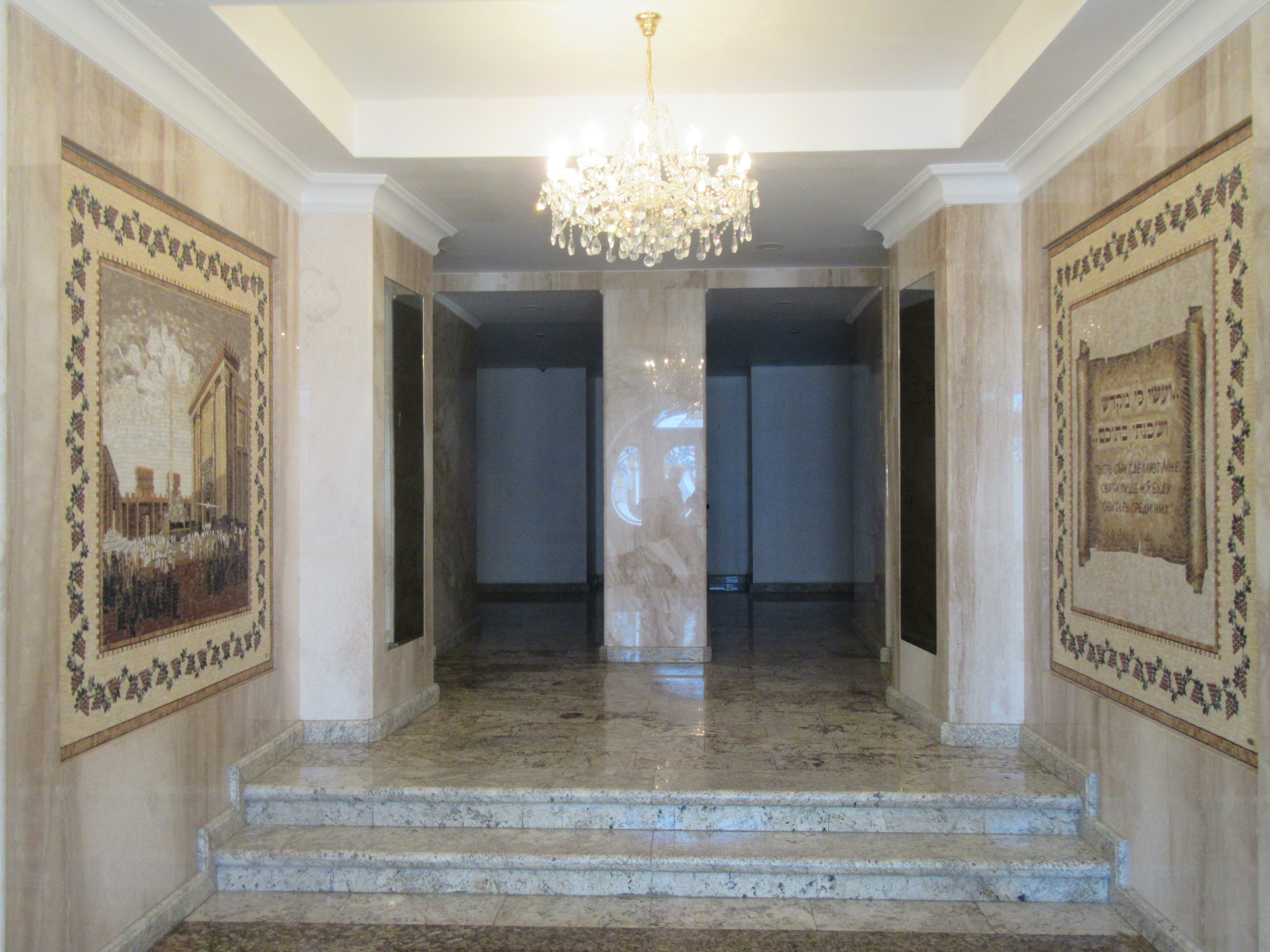
Hall de la synagogue de Kazan en fédération de Russie (république du Tatarstan).
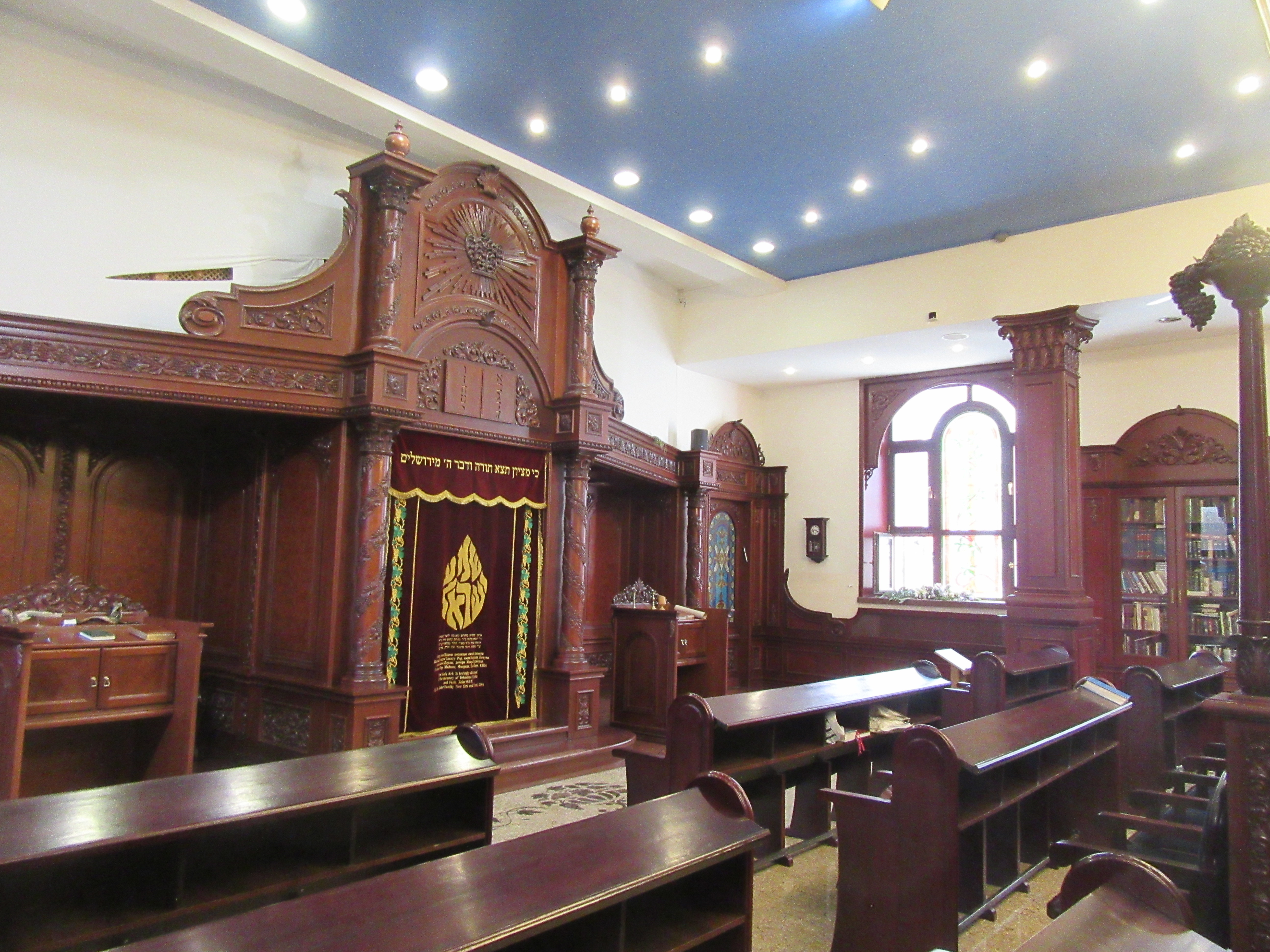
Intérieur de la synagogue de Kazan.
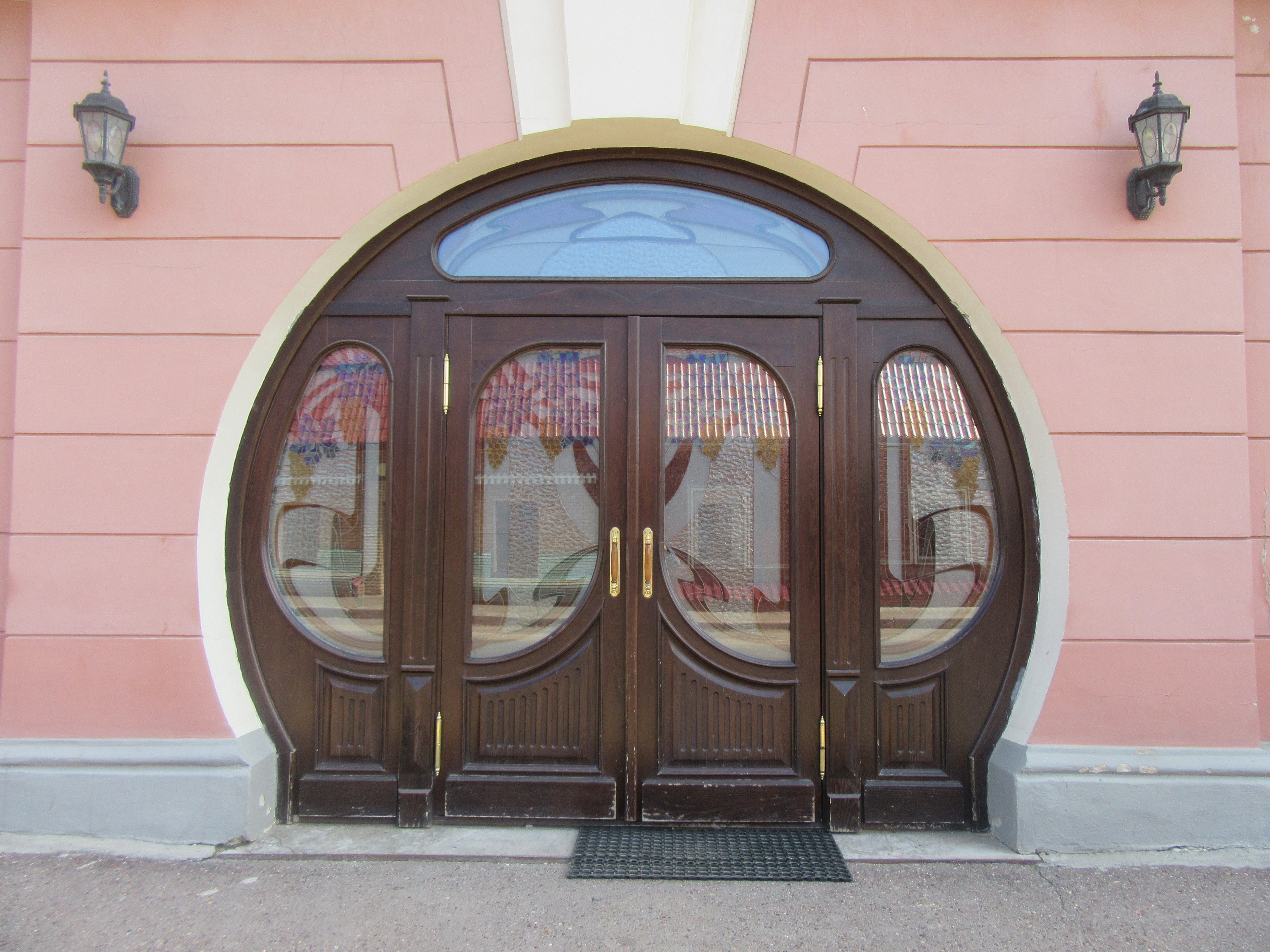
Entrée de la synagogue de Kazan.